# Posthorn

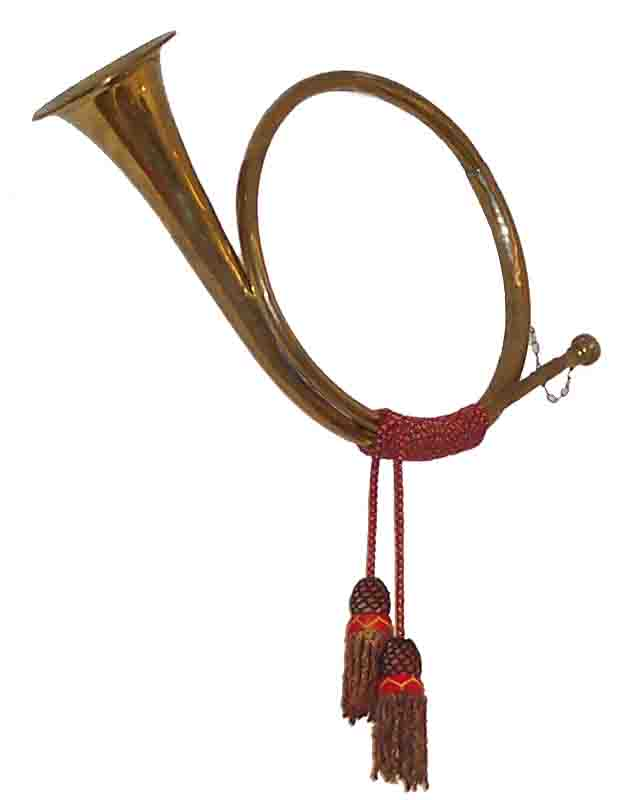
Posthorn

Das Posthorn ist ein hornförmiges kreisrund gebogenes, hohes Blechblasinstrument aus Messing mit hellem, durchdringenden Klang zur Erzeugung von akustischen Signalen. Als Naturhorn können mit ihm nur die Töne der Naturtonreihe erzeugt werden.

## Geschichte

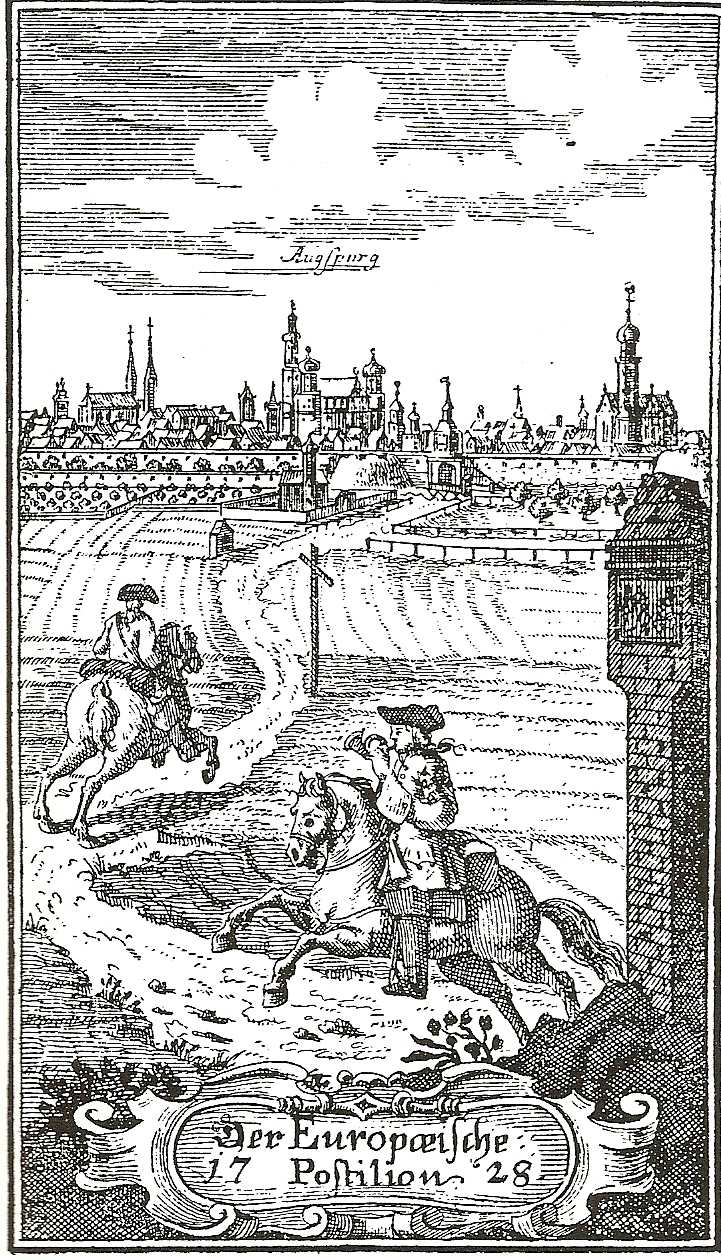
Postreiter von 1728

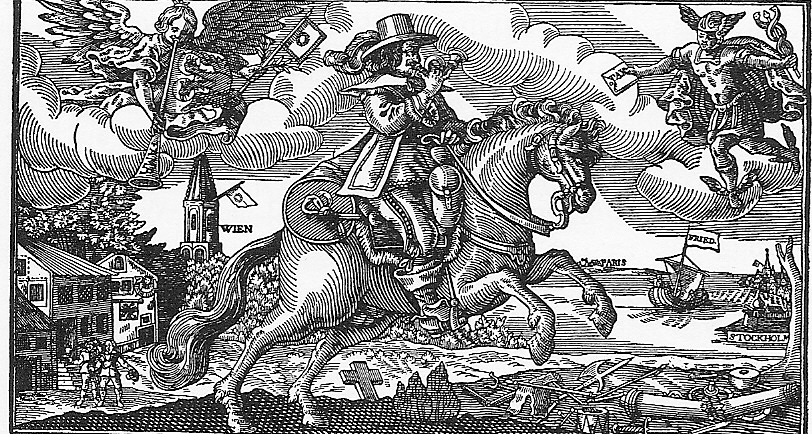
Postreiter als Botschafter vom Westfälischen Frieden 1648

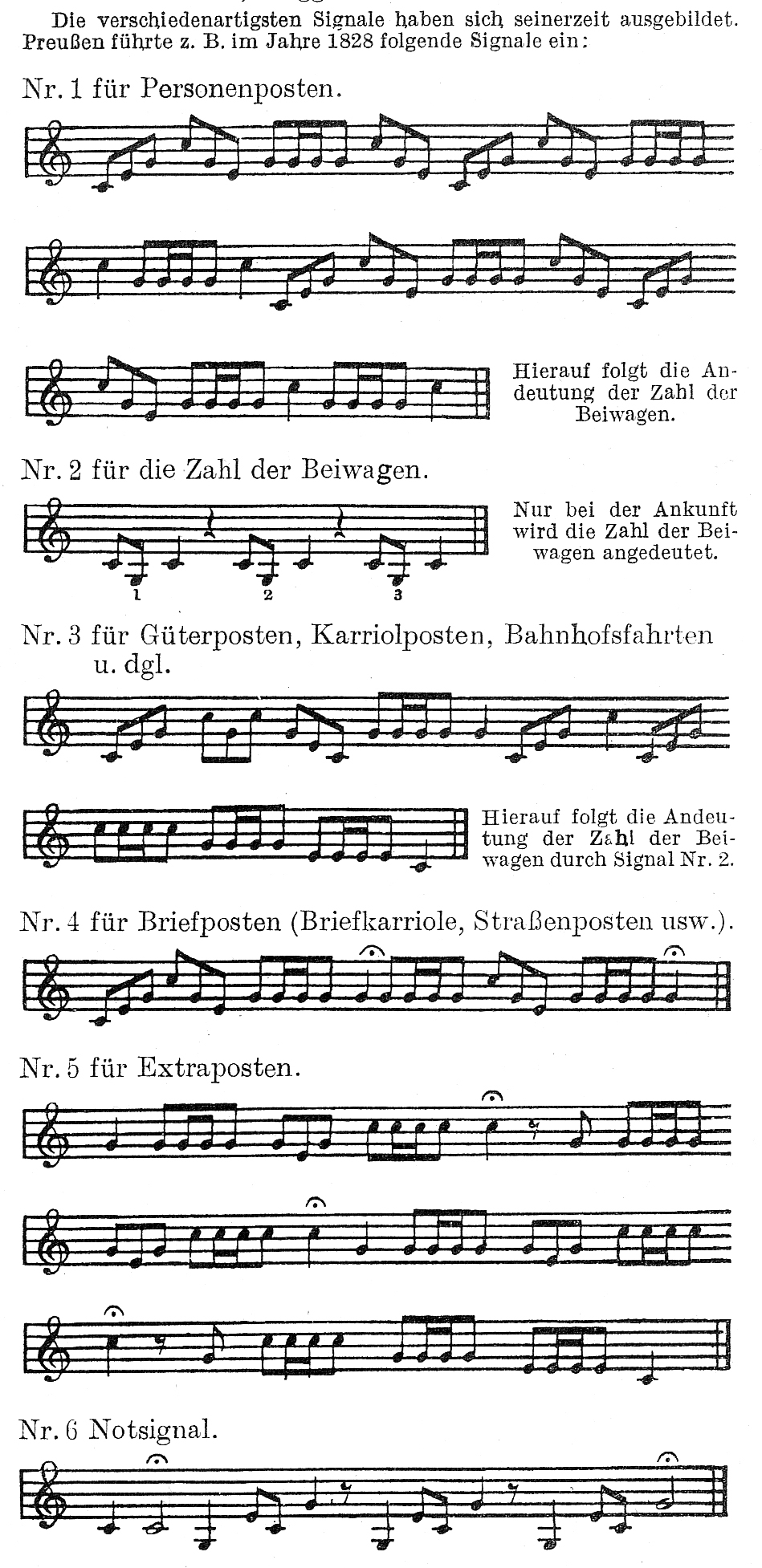
Diese verschiedenen Signale führte bereits 1828 die preußische Post ein

Lange bevor es eine organisierte Post gab, nutzte man im frühen Mittelalter das Horn als Signalinstrument. Metzger bliesen vor der Abfahrt zum Viehkauf in Tierhörner, die von geschlachteten Rindern stammten. Damit signalisierten sie, dass sie bereit waren, Briefe auf ihren Fahrten mitzunehmen (siehe auch: Metzgerpost).
Die ersten Hörner aus Metall wurden Anfang des 15. Jahrhunderts gefertigt. Bereits seit dem 16. Jahrhundert trugen die Postreiter und seit der Einführung der Postkutsche im 17. Jahrhundert die Postillone ein solches Horn bei sich, mit dem sie Abfahrt und Ankunft der Post ankündigten. Dies übernahm die von der Familie Taxis betriebene Habsburger Post und die spätere Kaiserliche Reichspost. Die Familie Taxis erreichte für das Blasen des Posthorns eine Privilegierung, wie auch für die gesamte Postbeförderung. Im Jahr 1507 wurde ihnen die alleinige Verwendung des Posthorns zugebilligt, woraus sich dann ein Markenzeichen entwickelte. Postillione brauchten keinen Wegzoll zu entrichten.
Unterwegs nutzte der Postillon als Fahrer der Postkutschen das Posthorn (ähnlich wie der heutige Autofahrer die Hupe), um andere Verkehrsteilnehmer vor der herannahenden Kutsche zu warnen bzw. um sie aufzufordern, Platz zu machen, da die Postkutsche Vorrang hatte. Auch das Öffnen der Stadttore und Bedarfsankündigung auf den Relaisstationen zum Pferdewechsel wurden mit unterschiedlichen Signalmelodien bereits vor Ankunft mitgeteilt. Diese bestanden in der Regel aus den 3., 4., 5. und 6. Naturtönen.
Wer unbefugt als Reisender, Kaufmann oder gewöhnlicher Bote ein Posthorn blies, musste nach der Allgemeinen Preußischen Postordnung eine Geldbuße von zwölf Talern entrichten oder riskierte in besonderen Fällen eine Leibesstrafe. Im 18. Jahrhundert kamen statt des einfachen Horns Instrumente mit bis zu drei Windungen und mehreren Öffnungen in Gebrauch. Einem Postillon, der die Signale nicht beherrschte, drohte die Entlassung, während ein herausragender Bläser mit einem Ehrenposthorn belohnt werden konnte. In den deutschen Königreichen Sachsen und Preußen wurden zwischen 1828 und 1870 nachweislich militärische Posttrompeten nach dem Vorbild der Signaltrompeten bei der Kavallerie in D- bzw. Es-Stimmung, und erst danach wieder Posthörner von den Postillonen verwendet.
In der Schweiz hört man noch heute den klassischen Dreiklangton, wenn die gelben Postautos durch enge und unübersichtliche Kurven fahren. Der Klang schallt dann oft kilometerweit durch die Täler. Das in der Schweiz berühmte Lied tü-ta-tooo-poschtautooo stammt aus dem Andante der Ouvertüre zu Rossinis Wilhelm Tell und verwendet aufeinander folgend den 5., 3. und 4. Naturton. Der Dreiklang feierte am 17. Juli 2024 sein Hundertjähriges Bestehen. Viele der 700 mit dem Dreiklanghorn ausgerüstete Postautos in den Gebirgsregionen ließen schweizweit gleichzeitig ihre Posthörner erklingen. Ausnahmsweise erklang der Dreiklang auch entgegen der Vorschriften außerhalb von Bergpoststrassen und innerhalb von Ortschaften.
Im österreichischen Kraftfahrgesetz 1967 existiert die Regelung, dass Autobusse der Post- und Telegraphenverwaltung ein besonderes Folgetonhorn haben dürfen:

„An Omnibussen, die zur Verwendung im Bereich der Post- und Telegraphenverwaltung bestimmt sind, dürfen Vorrichtungen zum Abgeben von Warnzeichen mit der Tonfolge des Posthornes (a-fis-a-d) angebracht sein.“

Diese Regelung gilt bis heute für das rechtliche Nachfolgeunternehmen Österreichische Postbus AG. Einige Busse sind auch nach wie vor mit dem Folgetonhorn ausgerüstet und verwenden es teils auf Gebirgslinien, um an schmalen unübersichtlichen Stellen die entgegenkommenden Fahrzeuge akustisch auf den Postbus aufmerksam zu machen.
Noch heute ist das Posthorn ein Symbol der Brief- und Paketbeförderung.

## Verwendung von Posthörnern

### Im Wandel der Zeit
Der Geograph Johann Gottfried Gregorii empfahl bereits 1713 in einem theoretischen Grundlagenwerk der Kartographie die einheitliche Verwendung des Posthorns als Signatur zur Kennzeichnung von Poststationen in Landkarten.
Viele Postunternehmen nutzen heute das Posthorn als Firmenlogo. So auch die Deutsche Bundespost bzw. die Deutsche Post AG. Die Deutsche Bundespost war ein staatliches Unternehmen, das neben dem normalen Postwesen auch in der Telekommunikation tätig war. Im Zuge der zweiten Postreform fiel diese Aufgabe weg, weshalb die Deutsche Post AG ein anderes Firmenlogo ohne die stilisierte Blitze darstellenden Pfeile erhielt. Diese Blitze verwiesen symbolisch auf die zur Telekommunikation genutzte Elektrizität. Eine Persiflage auf das Posthorn-Symbol ist das Pesthörnchen, das bis zur Einstellung wegen Urheberrechtsfragen als Logo des Chaos Computer Clubs fungierte.

Reichspostflagge von 1892 bis 1918
Dienstflagge der Deutschen Bundespost: Bundespostflagge (1950–1994)
Dienstflagge der Deutschen Post der DDR
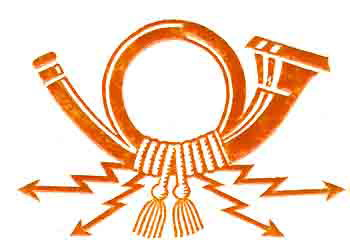
Posthorn-Darstellung der Deutschen Bundespost von 1950 bis 1979
Offizielle Konstruktionszeichnung des Posthorns vom März 1979
Posthorn mit stilisierten Blitzen der DBP seit 1979 sowie kurzzeitig auch der DPAG
Posthorn der Deutschen Post AG
Österreichische Post
Logo von Postauto der Schweizer Post
Posthorn der königlich Schwedischen Post, siehe auch Postgeschichte Schwedens
Norwegische Post, siehe auch Postgeschichte Norwegens
Tschechische Post, siehe auch Česká pošta
Polnische Post, siehe auch Poczta Polska
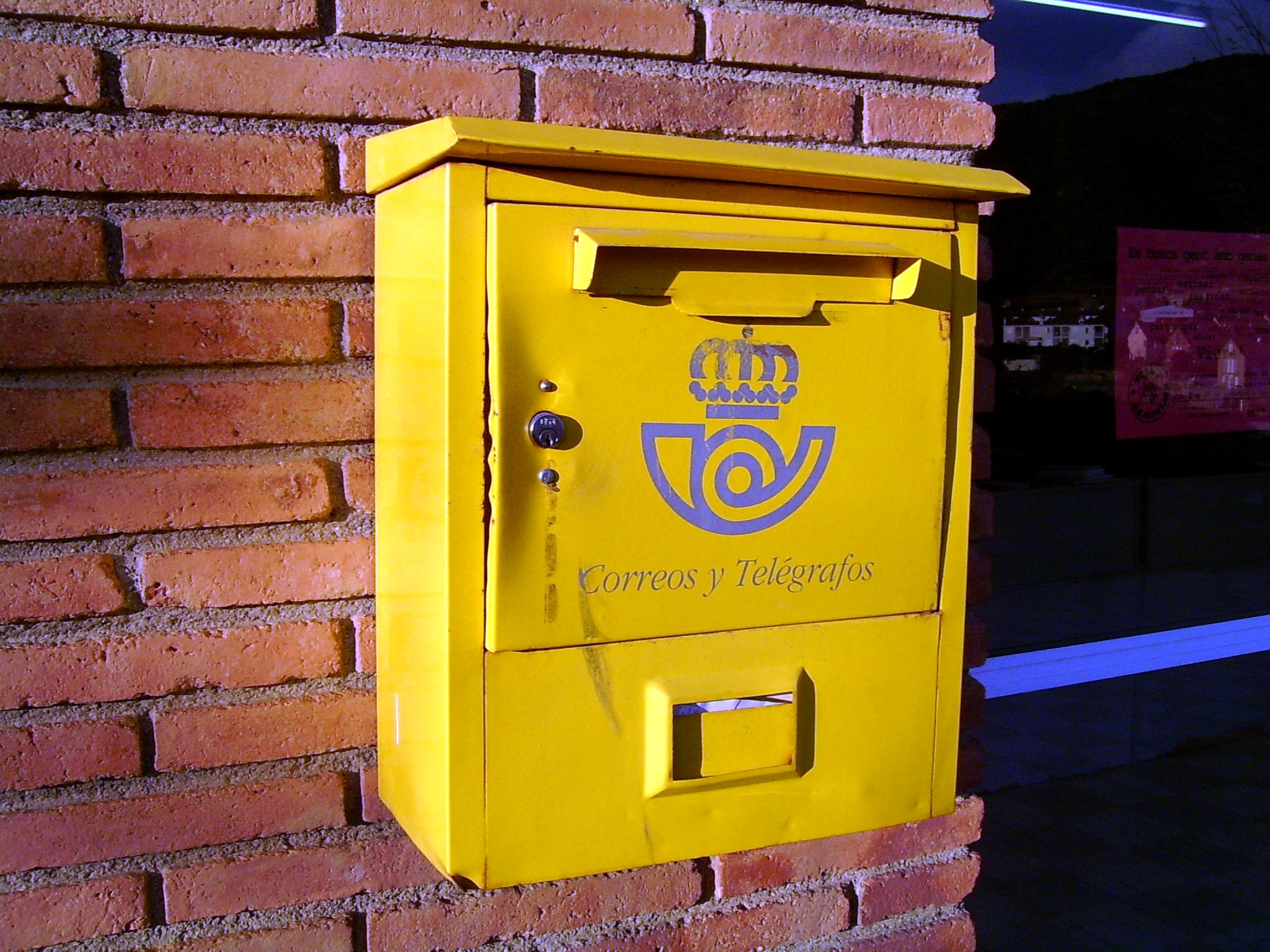
Spanischer Briefkasten
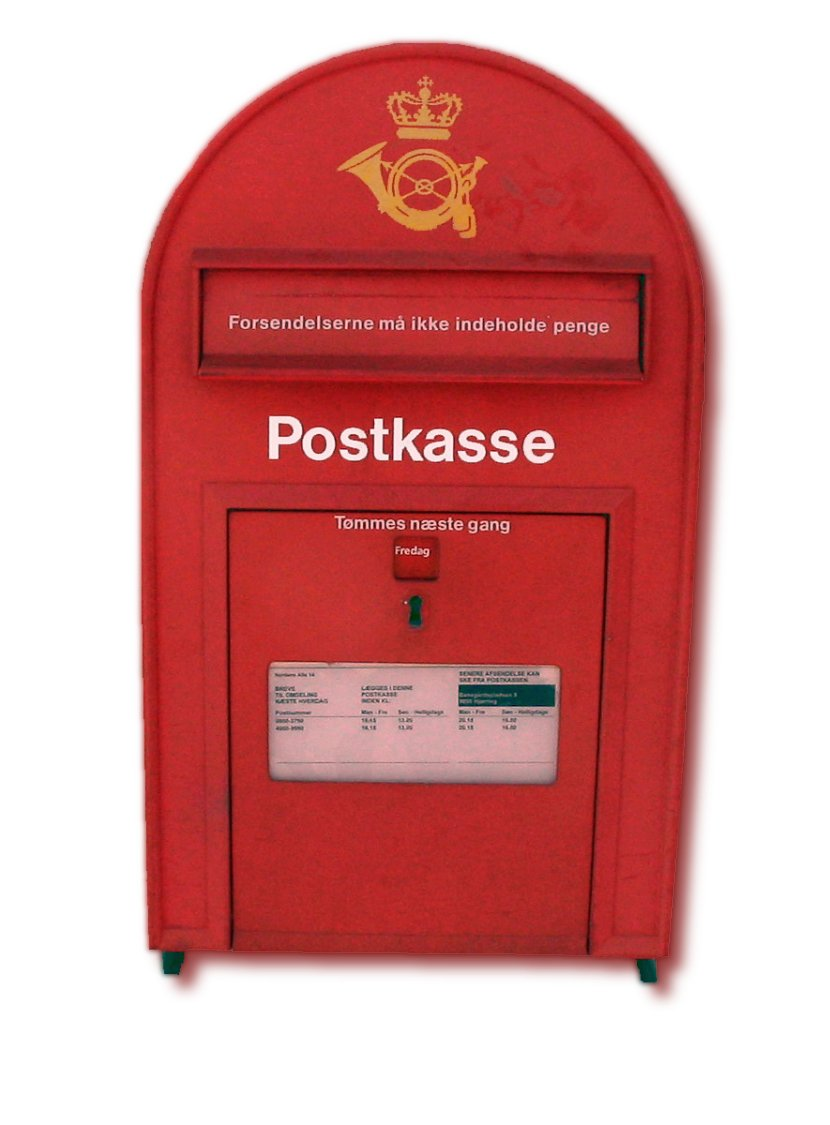
Briefkasten in Dänemark
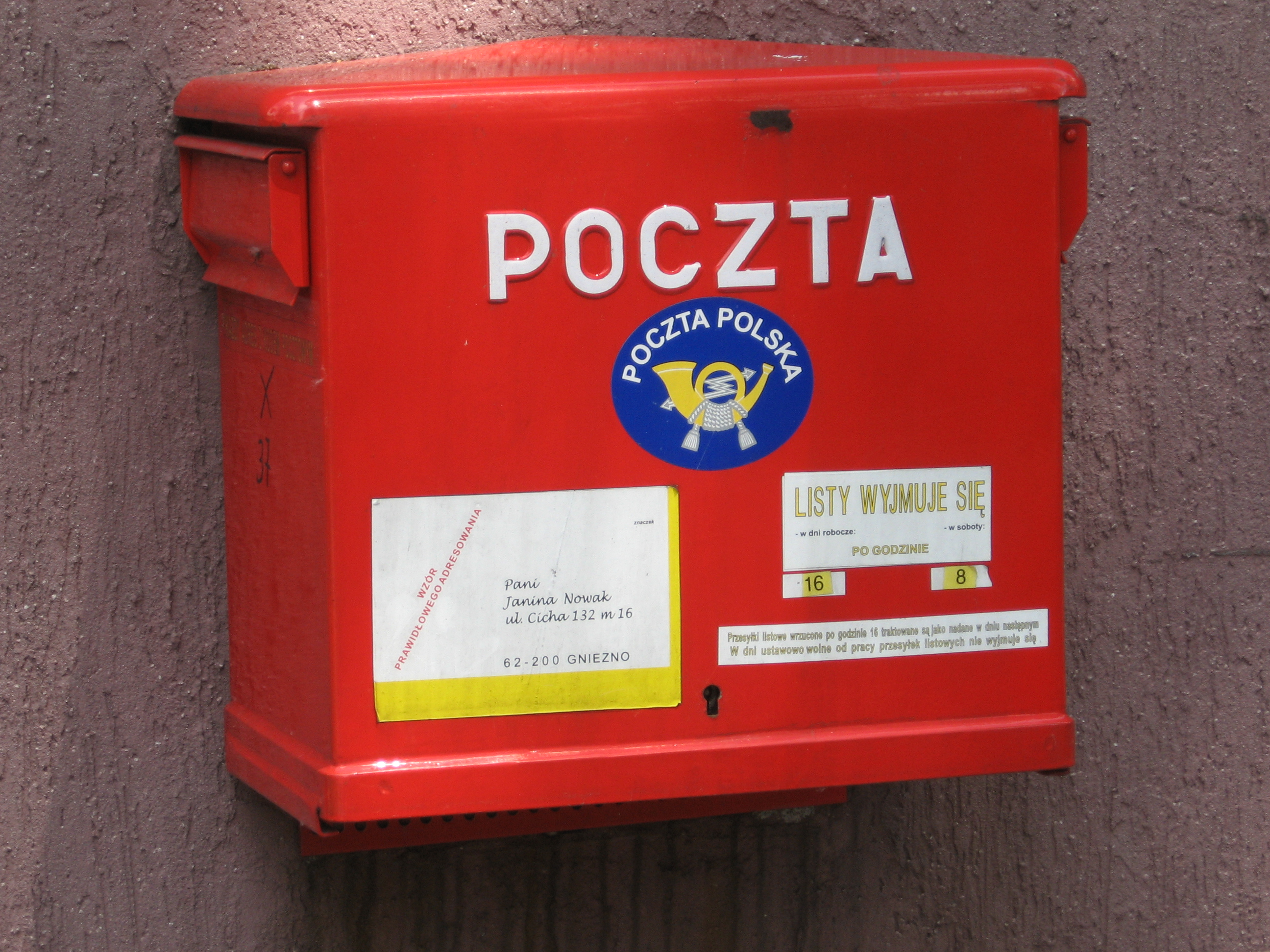
Briefkasten in Polen

### In Ortswappen
Zum Detail als Wappenfigur in der Heraldik siehe Posthorn (Heraldik)

### Auf Briefmarken
Zu den bekanntesten Posthörnern auf Briefmarken dürfte die in den Anfang der 1950er Jahre erschienene Dauerserie Posthornsatz der Deutschen Bundespost gehören. Daneben gibt es aber auch in unregelmäßigen Abständen weitere Ausgaben, auf denen ein Posthorn abgebildet ist. Ferner gibt es Post- und Nebenstempel, die Posthörner zeigen.

Ortspost- und Rayonmarken
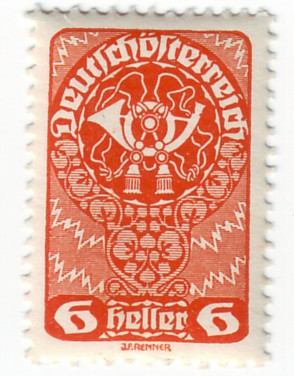
Postgeschichte und Briefmarken von Österreich (1918)
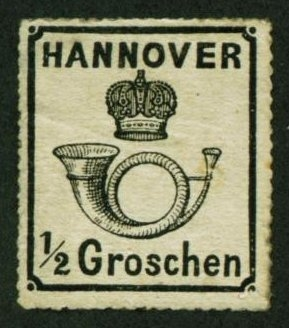
Postgeschichte und Briefmarken Hannovers
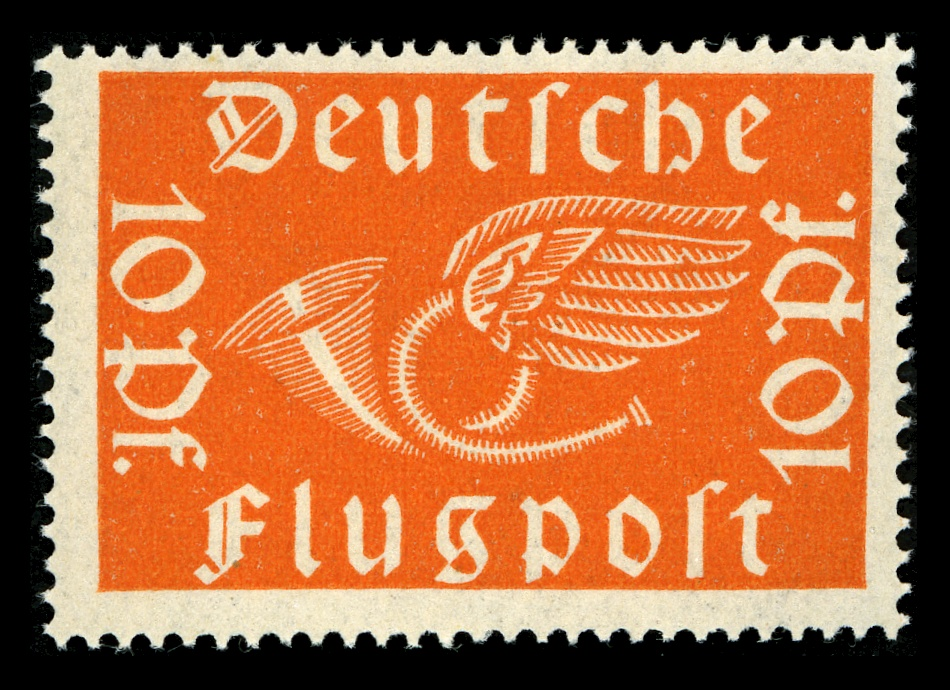
Flugpostmarke 1919
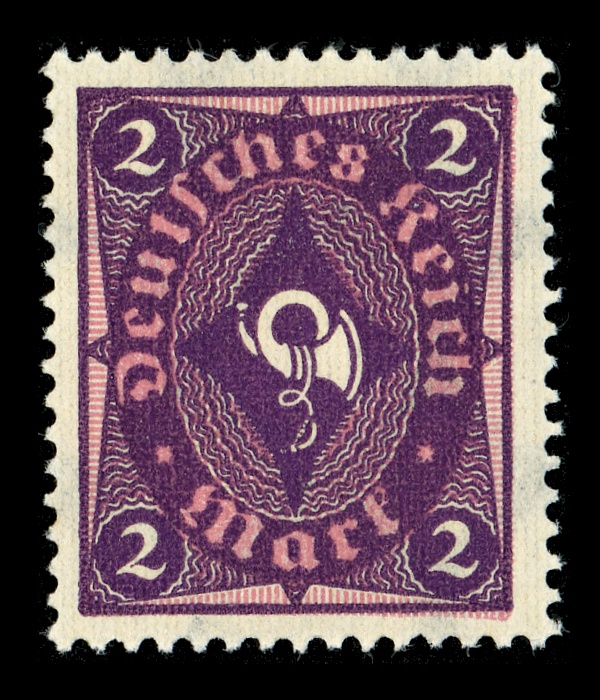
Deutsches Reich ab 1921
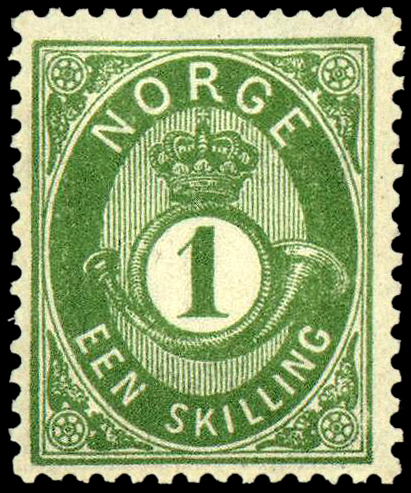
Norwegisches Posthorn (Briefmarkenserie)
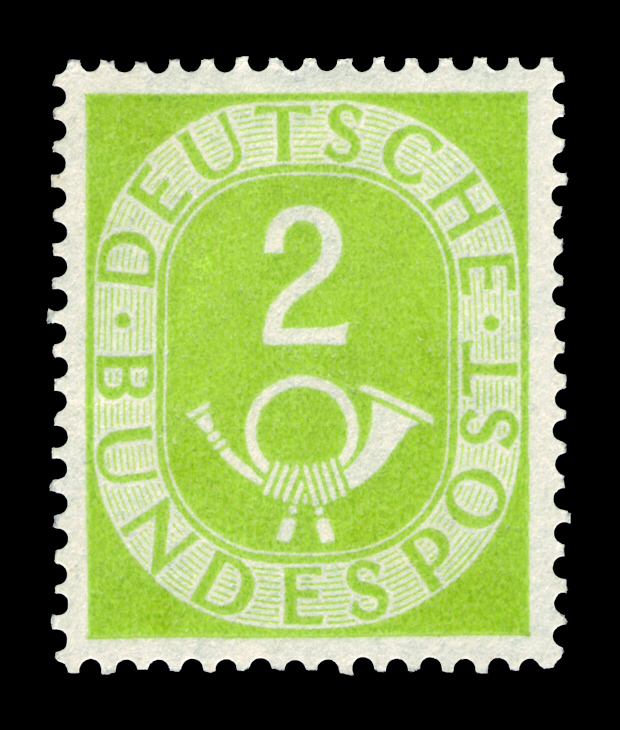
Posthornsatz Werte zwischen 2 und 90 Pfennig
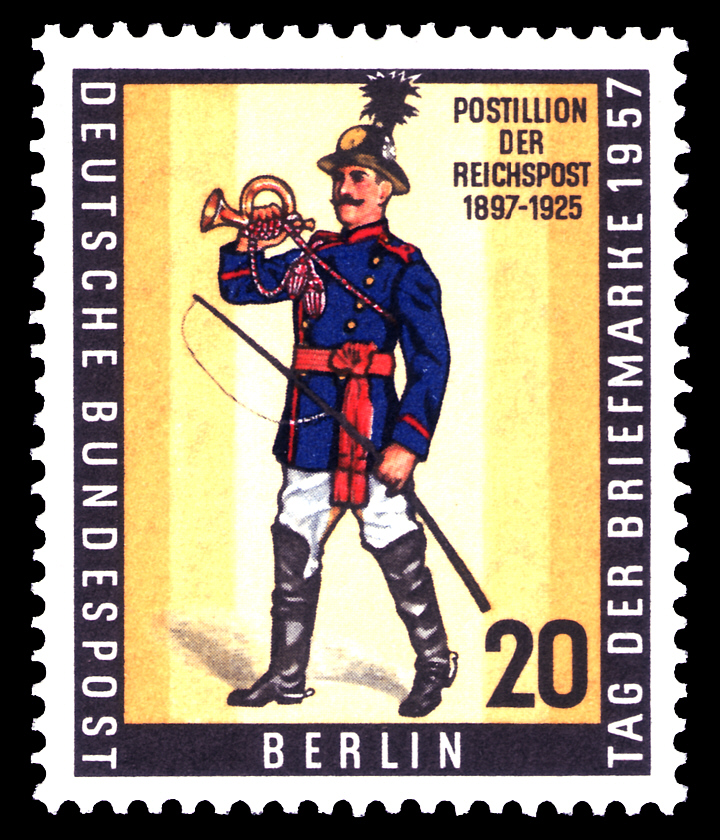
Berliner Briefmarke mit einem Postillon der Reichspost
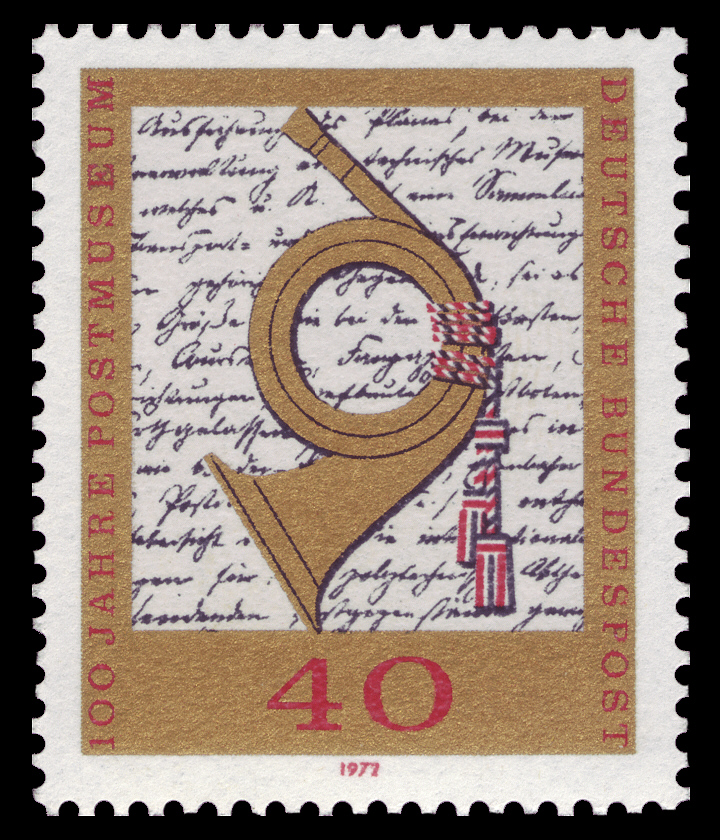
100 Jahre Postmuseum
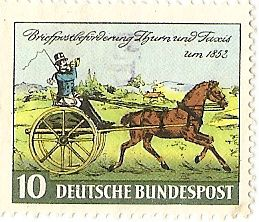
Postillon auf einem Karriol, um 1852 (Motiv Thurn-und-Taxis-Post)

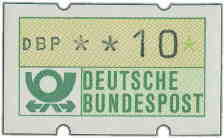
Erste Automatenmarke der Deutschen Bundespost …
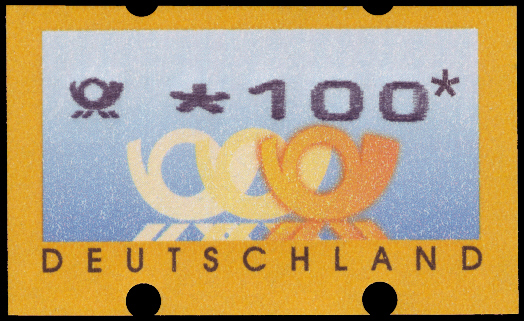
… und die dritte ATM, jetzt von der Deutschen Post AG
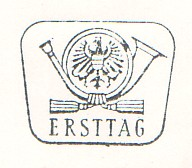
Österreich: Neues Design 26. Januar 1973, Ersttag, darüber ein großes Posthorn mit Adler, trapezförmig abgerundet

## Rezeption des Posthorns in Literatur und Musik

### In der Literatur
In der ersten Hälfte des 19. Jahrhunderts, im Zeitalter der Romantik, fand das Reisen mit Postkutschen, symbolisiert durch das Posthorn, in verschiedenen Gedichten seinen Niederschlag. So schrieb Eichendorff 1834 das Gedicht Sehnsucht, in dem ihn beim Hören des Posthorns das Fernweh ergreift. In den Wandersprüchen Nr. 3 aus dem Jahr 1841 beschreibt er den Klang des Posthorns als Zeichen des Aufbruchs: Wie bald nicht bläst der Postillon, du musst doch alles lassen. Dieses Gedicht vertonte u. a. Hans Pfitzner in seiner Eichendorff-Kantate Von deutscher Seele aus dem Jahr 1921.
Nikolaus Lenau schrieb 1833 das Gedicht Der Postillon (Lieblich war die Maiennacht), in dem der Postillon mit seinem Posthorn dem verstorbenen Kameraden die letzte Ehre erweist.

### In der Musik
Spätestens seit Beginn der Reisen mit Postkutschen in der zweiten Hälfte des 17. Jahrhunderts fand das Posthorn Eingang in verschiedene musikalische Werke, in denen entweder Posthörner eingesetzt oder Posthornsignale imitiert werden. Beispiele hierfür sind:
- vor 1705: Das Capriccio über die Abreise des sehr beliebten Bruders BWV 992 von Johann Sebastian Bach für ein Tasteninstrument endet mit Nachahmungen von Posthornsignalen in einer Aria di Postiglione (Aria des Postillons) und einer Fuga all’imitazione della cornetta di Postiglione (Fuge, die das Horn des Postillons imitiert).
- 1765: In Joseph Haydns 31. Sinfonie ist im ersten Satz ein Posthornsignal zu hören.
- 1779: In Wolfgang Amadeus Mozarts Serenade D-Dur, „Posthorn“ (KV 320) erklingt im Menuett ein Posthornsolo.
- 1827: Franz Schubert vertonte in seinem Liederzyklus Winterreise D 911 als Nr. 13 Wilhelm Müllers Gedicht Von der Straße her ein Posthorn klingt, wobei in der Klavierbegleitung ein Posthornsignal imitiert wird.[5]
- 1836: In Louis Spohrs Sonate für Violine und Klavier F-Dur op.96, die er unter dem Titel „Nachklänge einer Reise nach Dresden und in die Sächsische Schweiz“ (Reisesonate) veröffentlichte, stimmt die Violine im 2. Satz, einem Scherzo, auf der G-Saite jene Posthornsignale an, die Spohr unterwegs gehört hat.
- Noch um 1889 komponierte Hugo Kaun, Werkverzeichnis op. 25, sechs Lieder für Gesangsstimme und Klavier, darunter Das Posthorn auf einen Text von Heinrich Seidel.[6]
- 1896: Gustav Mahler komponierte in seiner 3. Sinfonie d-Moll ein Solo im Trio des 3. Satzes, das „wie die Weise eines Posthorns“ zu spielen sei (als Besetzung ist laut Partitur ein Flügelhorn gefordert).

### Musikinstrumente
Nahe Verwandte des Posthorns sind die Jagdhörner wie das Fürst-Pless-Horn und das Parforcehorn.
Nach Erfindung der Ventile entwickelte sich aus dem Posthorn als rund geformtem Naturhorn um 1830 das Kornett als Musikinstrument in Trompetenform.

## Namensgeber
In der Biologie ist das Posthorn Namensgeber für mehrere Tierarten:
- Posthornschnecke
- Die Tintenfischart Posthörnchen ist aufgrund der sehr ähnlichen Form ihres inneren Gehäuses nach dem Posthorn benannt.
- Für weitere Arten siehe Posthörnchen (Begriffsklärung).

Als Posthorn bezeichnen viele Schüler auch die Note Ungenügend, aufgrund
der ähnlichen Form von Posthorn und der Ziffer 6.

## Weitere Verwendungen
- Wien: Im Handelsministerium wurde am 20. Mai 1917 das Posthorn in Eisen zur Benagelung aufgestellt (Kriegsnagelungen).

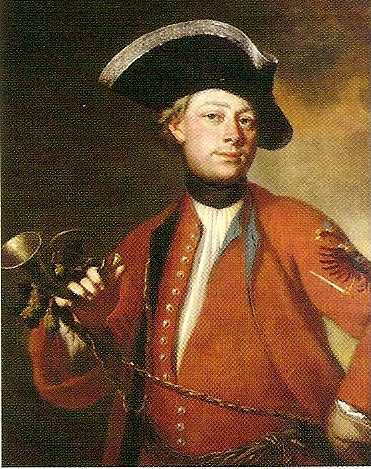
Gemälde: Anselm Franz von Thurn und Taxis mit Posthorn in der Hand
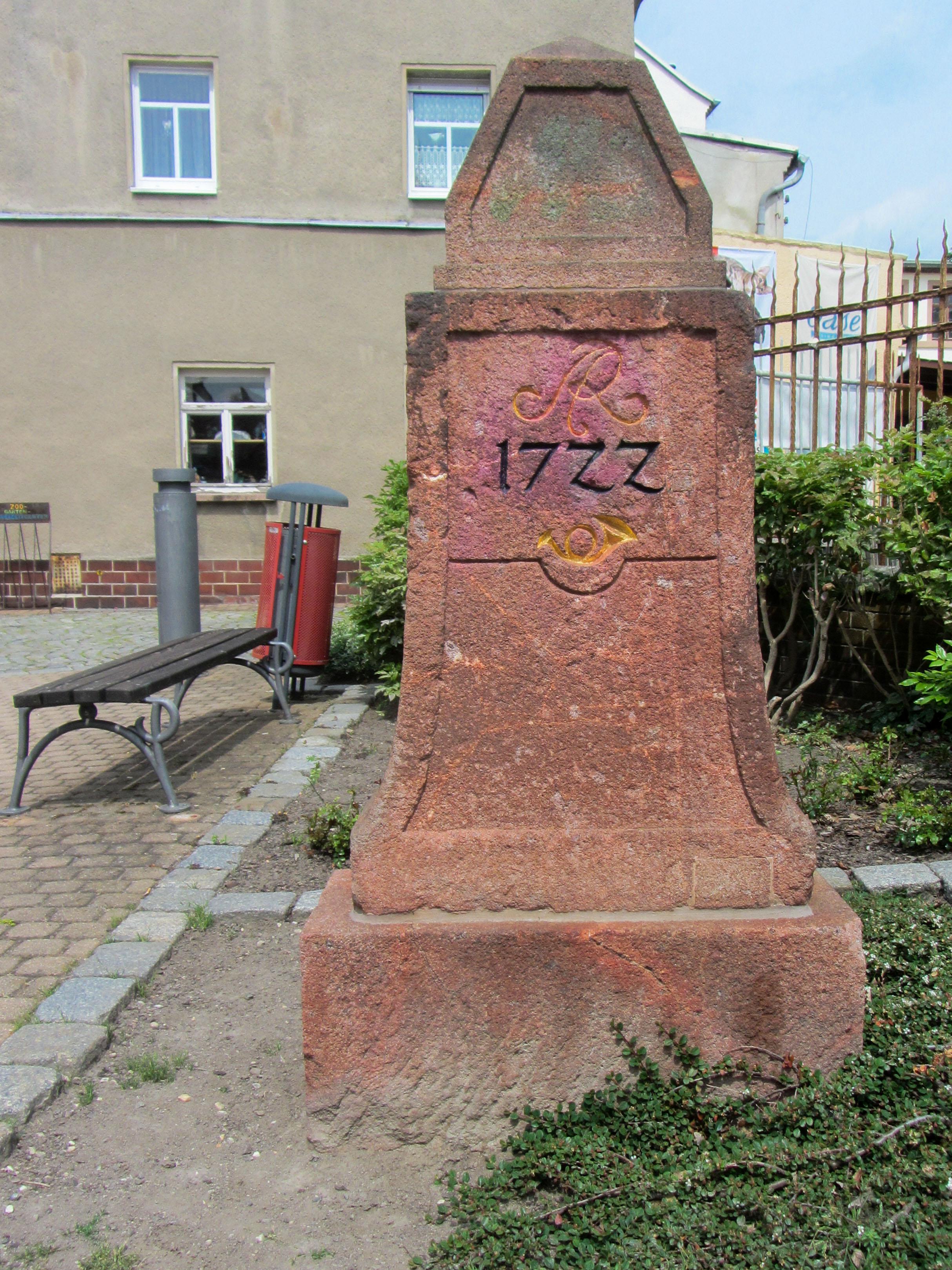
Kursächsische Postmeilensäule, siehe hierzu auch: Postmeilensäule, Dresden-Teplitzer Poststraße und Liste der kursächsischen Postmeilensäulen
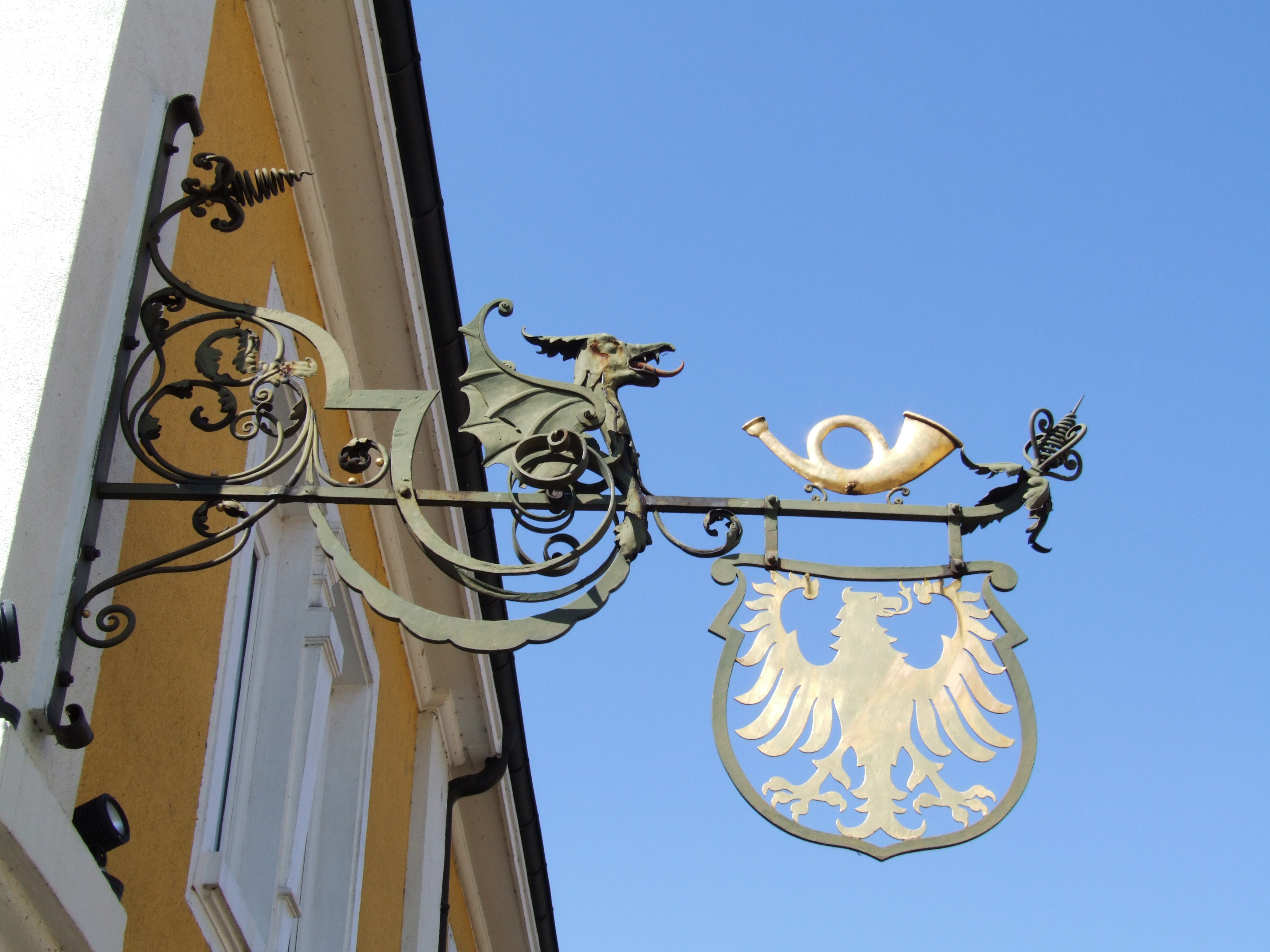
Nasenschild des Hotels Adler mit Posthorn (früher Poststation) in Schwetzingen
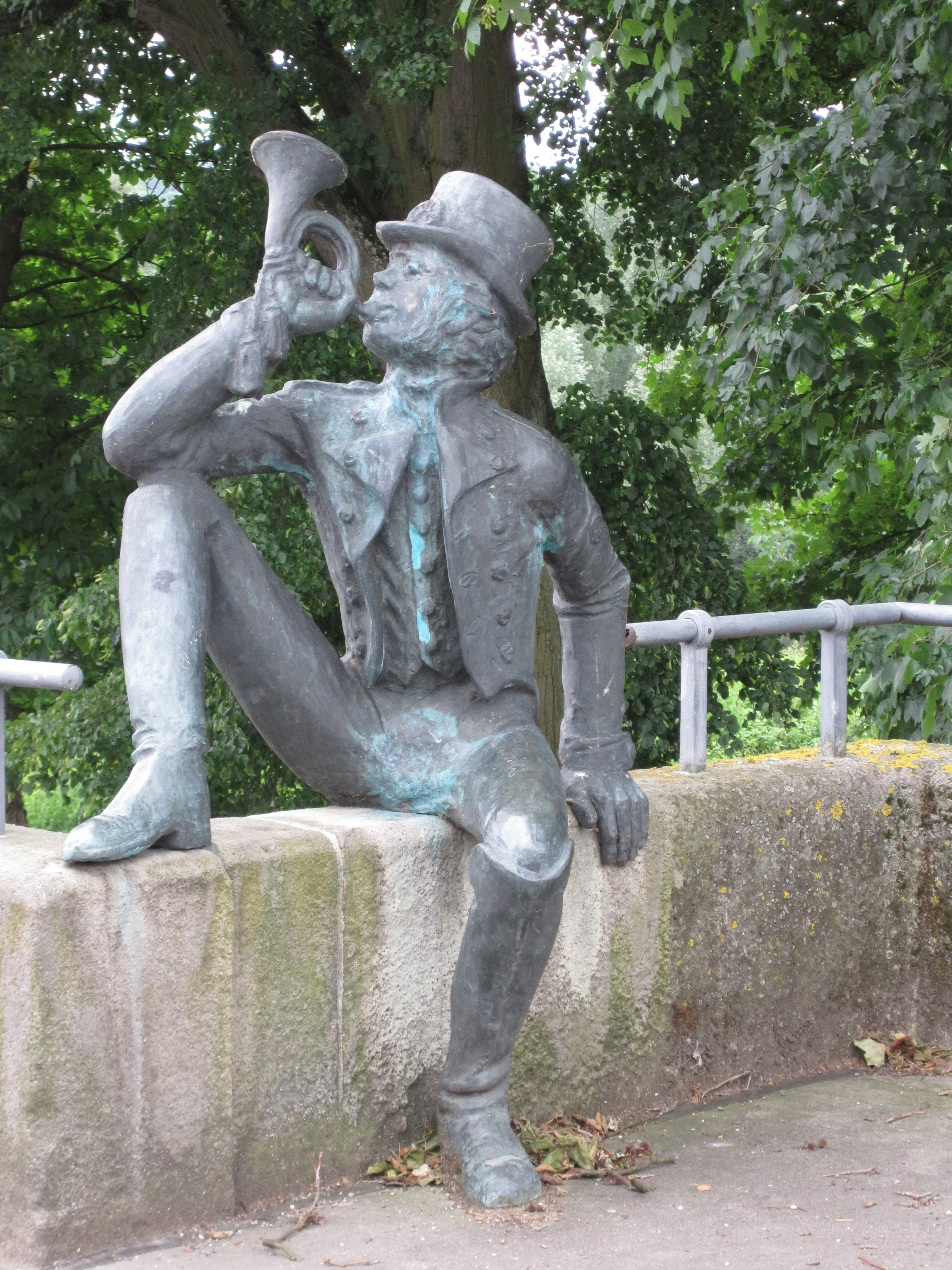
Bronzedenkmal in Neckartailfingen: Der posthornspielende Postillon
Hinweisschild auf ein Postamt in Schweden
Bergpoststrassenschild in der Schweiz (Beginn)